# Antoine-Ferdinand de Guastalla
Pour les articles homonymes, voir Guastalla (homonymie).
Antoine Ferdinand de Gonzague de Guastalla (9 décembre 1687 – 16 avril 1729) est le fils du duc Vincent Ier de Guastalla et Marie-Victoire de Guastalla, la fille de son cousin Ferdinand III de Guastalla duc de Guastalla. Il succède à son père, le 28 avril 1714.

## Biographie
Antoine Ferdinand règne sur le duché très éprouvé par la Guerre de Succession d'Espagne, dévasté par les armées françaises et autrichiennes.
Il se marie en premières noces avec Margherita Cesarini, puis se remarie le 23 février 1727 avec Théodora de Hesse (6 février 1706- 23 janvier 1784), fille du landgrave Philippe de Hesse-Darmstadt.
Il est ignorant et boiteux, sa seule préoccupation est la chasse. Un soir, il rentre d'une partie de chasse, fatigué et trempé par la pluie. Craignant le froid, il se déshabille, se fait frotter le corps avec de l'alcool, vient nu trop près de la cheminée et prend feu. Il meurt le 16 avril 1729 à seulement 41 ans, après trois jours d'atroces souffrances.
Son mariage n'ayant pas donné d'héritiers, il est remplacé à sa mort par son frère cadet, Joseph-Marie de Guastalla.